# Dasychira yunnanensis
Dasychira yunnanensis är en fjärilsart som beskrevs av Collenette 1938. Dasychira yunnanensis ingår i släktet Dasychira och familjen tofsspinnare. Inga underarter finns listade i Catalogue of Life.